# Pararge hieroides
Pararge hieroides är en fjärilsart som beskrevs av Schultz 1908. Pararge hieroides ingår i släktet Pararge och familjen praktfjärilar. Inga underarter finns listade i Catalogue of Life.